# 레히펠트 전투
레히펠트 전투(Battle of Lechfeld)는 955년 8월 10일부터 12일까지 3일 동안 벌어진 일련의 군사 교전으로, 오토 1세 대왕이 이끄는 독일 왕국이 허르커 불추와 족장 렐과 수르가 이끄는 헝가리 군대를 전멸시켰다. 이 독일의 승리로 마자르인들의 라틴 유럽 침공은 끝이 났다.
헝가리군은 955년 6월 말이나 7월 초에 8,000-10,000명의 기마 궁수, 보병, 공성 기관을 이끌고 바이에른 공국을 침공하여 오토 1세 휘하의 독일 주력군을 들판의 전투로 끌어들이고 파괴할 계획이었다. 헝가리인들은 레히강에서 아우크스부르크를 포위했다. 오토 1세는 8개 군단으로 나누어진 8,000명의 중기병으로 이루어진 군대와 함께 도시를 구호하기 위해 진군했다.
8월 10일 오토 1세가 아우크스부르크에 접근했을 때 헝가리의 기습 공격으로 보헤미아 공국 후위군이 파괴되었다. 헝가리군은 독일군 진지를 약탈하기 위해 멈추었고, 로렌 공작 콘라트는 중장 기병대를 이끌고 반격을 감행하여 헝가리군을 해산시켰다. 그런 다음 오토 1세는 아우크스부르크로 가는 길을 막고 있는 헝가리 주력군과 전투를 벌였다. 독일 중기병은 근접전에서 경무장과 장갑을 갖춘 헝가리군을 물리쳤지만, 후자는 순조롭게 퇴각했다. 오토 1세는 추격하지 않고 밤새 아우크스부르크로 돌아가 전령을 보냈다. 전 지역 독일군에게 동부 바이에른에서 도강을 감시하고, 헝가리인들이 고국으로 돌아가는 것을 막도록 명령했다. 8월 11일과 12일, 폭우와 홍수가 후퇴하는 헝가리인들의 속도를 늦추고, 독일군이 그들을 추적하여 모두 죽일 수 있게 되면서 헝가리의 패배는 재앙으로 바뀌었다. 헝가리 지도자들은 체포되어 아우크스부르크로 끌려가 교수형을 당했다.
독일의 승리는 독일 왕국을 보존하고, 서유럽으로의 유목민 침략을 영원히 중단시켰다. 오토 1세는 승리 후 그의 군대에 의해 조국의 황제이자, 아버지로 선포되었으며, 레히펠트 전투 이후 강화된 지위를 바탕으로 962년에 신성 로마 제국의 황제로 즉위했다.

## 역사적 출처
가장 중요한 출처는 아우크스부르크의 울리히가 의뢰한 논문으로 독일의 관점에서 일련의 행동을 설명하고 있다. 또 다른 출처는 몇 가지 중요한 세부 사항을 제공하는 연대기 작가 코파이이의 비두킨트(Widukind of Corvey)이다.

## 배경

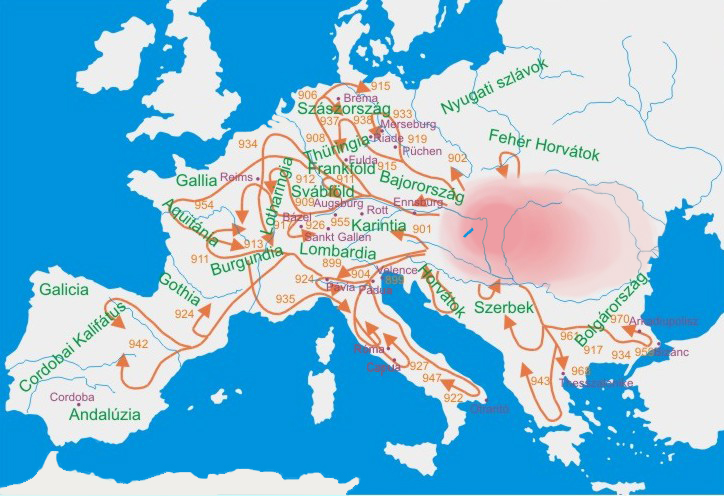
10세기 마자르족의 유럽 침공

동프랑크 왕국의 왕 오토 1세는 그의 아들 슈바벤 공작 리우돌프와 그의 사위 로렌 공작 콘라트의 반란을 진압한 후 그의 공국인 작센으로 군대를 옮겼다. 7월 초에 그는 평화롭게 왔다고 주장하지만 독일인들이 실제로 반란의 결과를 평가하고 있다고 의심하는 헝가리 사절단을 영접했다. 며칠 후 오토는 작은 선물을 가지고 보내주었다.
곧, 오토 1세의 동생인 바이에른 공작 하인리히 1세의 특사들이 도착하여 마그데부르크에 있는 오토 1세에게 헝가리 침공을 알렸다. 급사들은 헝가리인들이 오토 1세와의 전투를 모색하고 있다고 덧붙였다. 헝가리인들은 반란이 진행되는 동안 이미 한 번 침략한 적이 있다. 이것은 그가 프랑코니아에서 반란을 진압한 직후에 일어났다. 엘베강 하류에 있는 폴라비아 슬라브인들 사이의 불안 때문에 오토 1세는 그의 색슨족 대부분을 집에 두고 가야 했다. 또한 작센은 아우크스부르크와 그 주변 지역에서 멀리 떨어져 있어 도착을 기다리는 데 상당한 시간이 소요되었을 것이다. 전투는 침공에 대한 첫 보고가 있은 지 6주 후에 일어났으며, 역사가 한스 델브뤽은 그들이 제시간에 행군할 수 없었을 것이라고 주장한다.

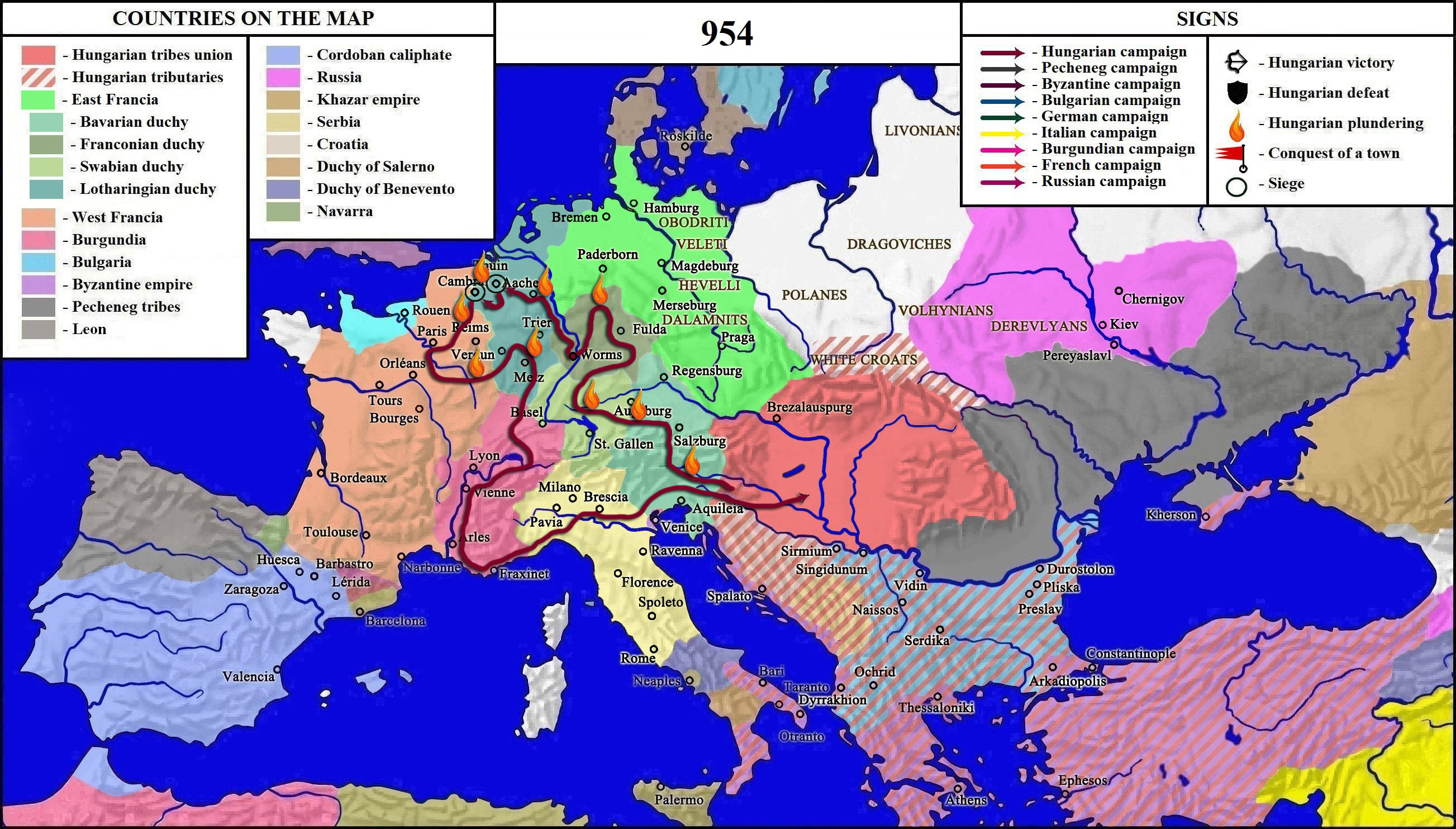
954년 유럽에서의 헝가리 전역

왕은 그의 군대에게 노이부르크와 잉골슈타트 부근의 다뉴브강에 집중하도록 명령했다. 그는 헝가리 통신선을 따라 행군하여 아우크스부르크 북동쪽을 습격하는 동안 그들을 뒤에서 붙잡기 위해 그렇게 했다. 그것은 또한 집결하고 있던 모든 파견대가 집중하는 중심 지점이기도 했다. 따라서 전략적으로 이곳은 오토 1세가 헝가리군에게 최후의 강하를 하기 전에 병력을 집중할 수 있는 최적의 장소였다.
전투 과정에 영향을 준 다른 부대가 있었다. 이전의 경우에는 예를 들어 932년과 954년에 헝가리의 침공이 있었는데 다뉴브 남쪽의 독일 땅을 침공한 후 로타링겐을 거쳐 서프랑크 왕국, 마지막으로 이탈리아를 거쳐 본국으로 후퇴했다. 다시 말해서, 처음에는 서쪽으로 시작하여 남쪽으로 진행한 다음 마침내 동쪽으로 그들의 고향으로 되돌아가는 광활한 유턴이다. 따라서 독일 영토에서 보복을 피한다. 왕은 위에서 언급한 상황에서 이 헝가리인들의 탈출을 알고 있었고 그들을 함정에 빠뜨리기로 결정했다. 그래서 그는 형제인 브루노 대주교에게 명령했다. 로타링겐군을 로타링겐에 유지한다. 서쪽에서 그들을 압박하는 강력한 기사단과 동쪽에서 그들을 쫓는 기사단의 강력한 병력으로 헝가리인들은 탈출할 수 없었을 것이다.
아우크스부르크의 남쪽에 위치한 레히펠트는 레히강을 따라 있는 범람원이다. 이 전투는 헝가리 역사서에서 두 번째 아우크스부르크 전투로 등장한다. 첫 번째 레히펠트 전투는 45년 전에 같은 지역에서 일어났다.

## 전주

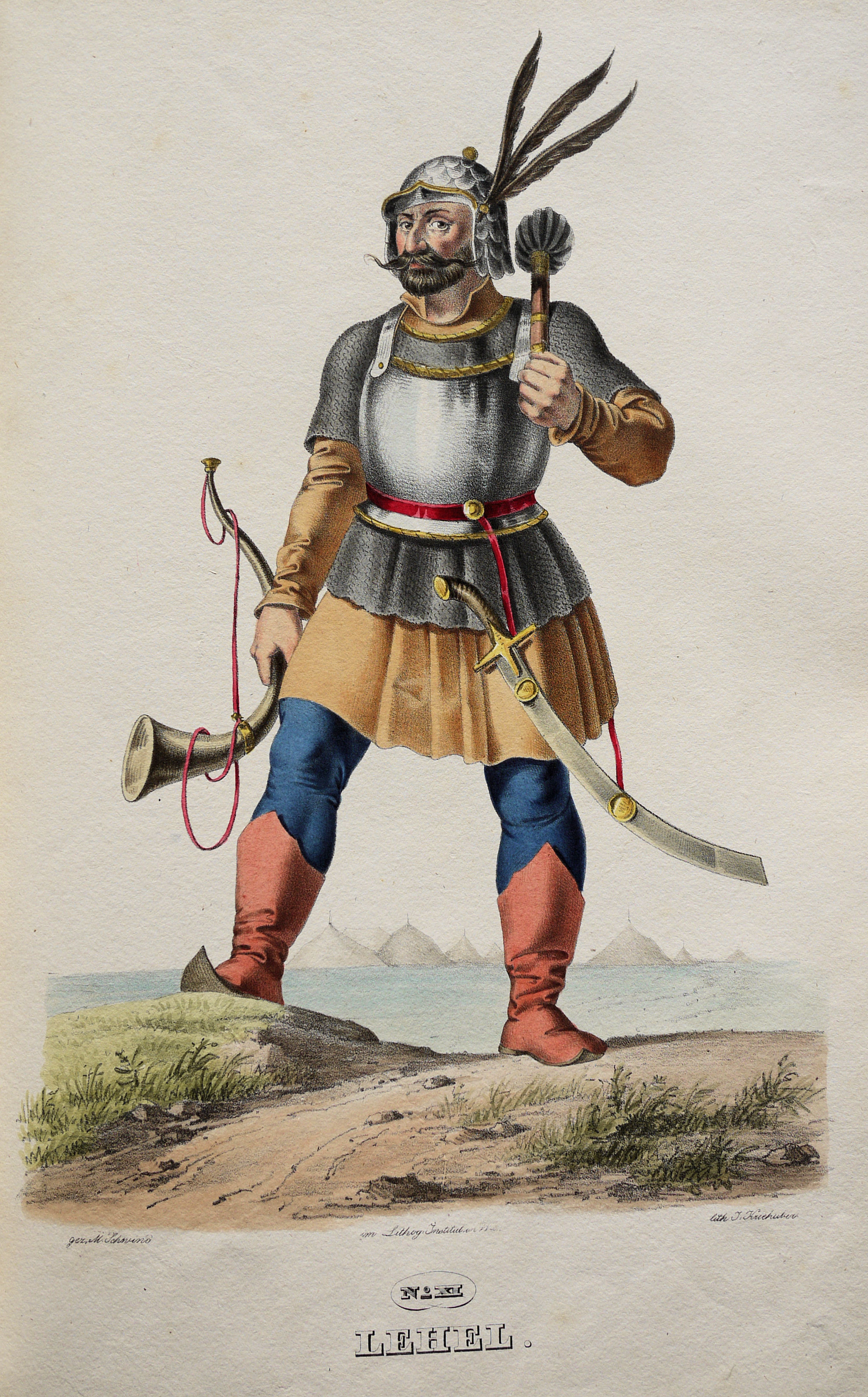
헝가리 사령관 렐. 요제프 크리허버의 석판화, 1828년.

게르하르트는 헝가리군이 레히강을 가로질러 일러강까지 진격하여 그 사이의 땅을 황폐화시켰다고 기록했다. 그런 다음 그들은 일레르에서 철수하고 국경 도시인 슈바벤의 아우크스부르크를 포위했다. 아우크스부르크는 954년 오토 1세에 대한 반란 동안 큰 피해를 입었다. 아우크스부르크는 주교 울리히가 방어했다. 그는 자신의 분견대에 헝가리군과 야전에서 싸우지 말고 요새의 남쪽 정문을 강화하라고 명령했다. 시편 23편(내가 죽음의 음침한 골짜기로 다닐지라도)으로 그들에게 영감을 주셨다. 이 방어가 진행되는 동안, 왕은 남쪽으로 진군하기 위해 군대를 일으키고 있었다. 8월 8일 헝가리군이 대규모 공격을 시도한 동쪽 성문에서 대규모 전투가 벌어졌다. 울리히는 근접 전투에서 적과 교전하기 위해 전문 민병대를 야전으로 이끌었다. 울리히는 군마에 올라탄 상태에서 비무장 상태로 스톨라만 착용했다. 군인들은 헝가리 사령관을 죽이고 헝가리인들은 진영으로 철수할 수밖에 없었다.
8월 9일 헝가리군은 공성전차와 보병으로 공격을 받았고, 이들은 헝가리 지도자들의 채찍에 쫓겨 앞으로 나아갔다. 전투 중 리지네스부르크의 베르히톨트가 독일군의 접근을 알리기 위해 도착했다. 하루가 끝날 무렵, 포위는 중단되었고 헝가리 지도자들은 전쟁 회의를 개최했다. 헝가리인들은 오토 1세의 군대를 파괴하기로 결정했고, 결과적으로 독일 전체가 그들에게 넘어갈 것이라고 믿었다. 헝가리인들이 떠나자 딜링겐의 디트팔트 백작은 밤 동안 병사들을 오토 1세의 진영으로 이끌었다.

## 양군 규모
비두킨트에 따르면, 오토 1세는 바이에른에서 3개, 슈바벤에서 2개, 콘라트 공작 휘하의 크랑코니아에서 1개, 이름이 알려지지 않은 볼레슬라프 1세의 아들 왕자 휘하의 보헤미아에서 잘 훈련된 1개 군단을 포함하는 8개의 군단 (사단)을 소유하고 있었다. 오토 1세가 지휘하는 여덟 번째 사단은 다른 사단보다 약간 큰 규모로 작센, 튀링겐, 왕의 개인 경비대인 레기오 레지아를 포함했다. 왕의 분견대는 엄선된 군대로 구성되었다. 후기 로마 군단에는 1,000명의 병사가 있었기 때문에 오토 1세의 군대는 7,000-9,000명 정도였을 것이다. 아우크스부르크는 전문 민병대 (병사)가 방어했다.
마자르족이라고도 알려진 헝가리인은 오스만 제국의 군대와 매우 다른 구조와 전투 스타일을 가지고 있었다. 마자르인들은 근접 무기를 사용한 근접 전투보다 궁기병으로 원거리에서 싸우는 것을 선호했으며, 마자르인은 오토 1세의 부하들보다 훨씬 가벼운 갑옷을 입었다. 마자르 군대에 포함된 궁기병의 수에 대해서는 약간의 논쟁이 있지만, 역사가들은 궁기병이 8,000~10,000명 정도 있었던 것으로 생각한다. 이 전투 스타일은 특히 작은 마을과 소규모 군대를 습격하는 동안 효과적이었지만, 역사가들은 몇 가지 약점을 지적했다. 그러한 약점 중 하나는 전투에 적합한 말을 기르는 데 따르는 어려움이다. 말이 풀을 뜯는 데는 넓은 지역이 필요할 뿐만 아니라 전투에서 편안하도록 훈련하는 데 상당한 시간이 걸린다. 이 약점은 헝가리인이 사용할 수 있는 궁기병의 수를 제한하는 가장 큰 요인이었다. 또 다른 약점은 마자르족이 사용하는 활이 비와 같은 악천후에서는 효과가 없다는 사실이다. 자신의 강점을 발휘할 수 있는 능력이 없다면 마자르인들은 근접 전투에 의존해야 했고, 이는 그들에게 또 다른 약점이었다.

## 전투
8월 9일, 독일 정찰병들은 헝가리군이 근처에 있다고 보고했다. 오토는 다음날 전투를 위해 그의 군대를 배치했다. 독일군의 행군 순서는 다음과 같았다: 3개의 바이에른 분견대, 콘라트 공작 휘하의 프랑크 분견대, 왕실 부대(중앙), 슈바벤의 2개 분견대, 그리고 독일의 보급열차를 지키는 보헤미아 분견대. 뒤쪽. 델브뤼크에 따르면, 바이에른인들은 바이에른 영토를 행군하고 있었기 때문에 그 지역을 가장 잘 알고 있었기 때문에 종대의 선두에 섰다. 모두 장착되었다. 독일군은 마자르족의 화살 폭풍으로부터 그들을 보호했지만, 마자르족을 움직임을 정찰하는 것을 더 어렵게 만든 삼림지대를 통해 행군했다.

### 내용주
1. ↑  Beeler gives no figures for the Magyars.[11]

### 참고자료
- Archer, Christon; Ferris, John Robert; Herwig, Holger H; Travers, Timothy (2002). 〈Migrations and Invasions〉. 《World history of warfare》. Lincoln: University of Nebraska Press. ISBN 978-0-8032-4423-8. OCLC 49650247 – Internet Archive 경유.
- Beeler, John (1971). 〈8. Military Feudalism in Germany〉. 《Warfare in feudal Europe, 730-1200》. Ithaca: Cornell University Press. 215–244쪽. doi:10.7591/9781501726828-011. ISBN 978-1-5017-2682-8. OCLC 570334282. S2CID 243161649.
- Bowlus, Charles R. (2016). 《The Battle of Lechfeld and its Aftermath, August 955: The End of the Age of Migrations in the Latin West》. London: Routledge. doi:10.4324/9781315241142. ISBN 978-1-351-89417-3. OCLC 965444179. Partial previews are at the 2016 edition - 구글 도서 and the 2006 edition - 구글 도서.
- Davis, Paul K. (2001) [1999]. 〈Lechfeld〉. 《100 Decisive Battles: From Ancient Times to the Present》. New York: Oxford University Press. ISBN 978-0-19-514366-9. OCLC 1164836234 – Internet Archive 경유.
- Delbrück, Hans (1990) [1923]. 〈II: The Battle on the Lechfeld, 10 August 955〉. 《History of the Art of War》. 3 Medieval Warfare. 번역 Renfroe, Walter J. Lincoln: University of Nebraska Press. 115–129쪽. ISBN 978-0-8032-6585-1. OCLC 1055170672 – Internet Archive 경유.
- Engel, Pál (2001).  Ayton, Andrew, 편집. 《The Realm of St Stephen: History of Medieval Hungary, 895-1526》. 번역 Tamás, Pálosfalvi. London New York: I.B. Tauris. doi:10.5040/9780755699926. ISBN 978-1-86064-061-2. OCLC 56676014.
- István, Bóna (March 2000). “A kalandozó magyarság veresége. A Lech-mezei csata valós szerepe” [The defeat of the adventurous Hungarians. The real role of the Battle of the Lech Fields] (헝가리어). 2011년 7월 21일에 원본 문서에서 보존된 문서.
- Kristó, Gyula; Makk, Ferenc (1996) [1994]. 《Az Arpad-haz uralkodoi》 [Rulers of the House of Árpád] (헝가리어). ISBN 963-7930-97-3. OCLC 1175710413.
- Molnár, Miklós (2001). 〈From the beginnings until 1301〉. 《A Concise History of Hungary》. Cambridge, U.K. New York: Cambridge University Press. ISBN 978-1-107-05071-6. OCLC 881237106 – Internet Archive 경유.
- Schöneck, Annette (2018). 《Literarische Geschichtsbilder: Anschauliches Erzählen im historischen Roman 1855-1887》 [Literary Images of History: Vivid Narration in Historical Novels 1855-1887]. Faktuales und fiktionales Erzählen [Factual and Fictional Storytelling] (독일어). Baden-Baden: Ergon Verlag. doi:10.5771/9783956504587. ISBN 978-3-95650-458-7. OCLC 1089700818.
- Sepp, Johann Nepomuk (1903) [1860]. 〈41. Schlachtenmaler. Peter Hess.〉. 《Ludwig Augustus, Konig von Bayern und das Zeitalter der Wiedergeburt der Kunste》 [Ludwig August, King of Bavaria and the Age of the Rebirth of Art] (독일어). Regensburg: G .J. Manz. hdl:2027/hvd.32044086134590?urlappend=%3Bseq=583. OCLC 903663117 – HathiTrust 경유.
- György Szabados (historian)(헝가리어판) (2006). 《A magyar történelem kezdeteiről : az előidő-szemlélet hangsúlyváltásai a XV-XVIII. században》 [On the beginnings of Hungarian history: the shifts in emphasis in the 15th-18th centuries] (헝가리어). Budapest: Balassi. ISBN 978-963-506-685-8. OCLC 123759633. |author=에 라인 피드 문자가 있음(위치 163) (도움말)
- Thatcher, Oliver James; McNeal, Edgar Holmes (1905). 〈Otto I and the Hungarians〉. 《A Source Book for Medieval History: Selected Documents Illustrating the History of Europe in the Middle Age》. New York: C. Scribner's Sons. 75–77쪽. OCLC 571837034 – Internet Archive 경유. Reprinted: ISBN 9781298668035